# キッド・コズミック
『キッド・コズミック』（スペイン語: Kid Cosmic) は、クレイグ・マクラッケンが制作したアメリカ合衆国のテレビアニメである。本作はNetflixで2021年2月2日から2022年2月3日まで放送された。
本作は主人公キッドがパワーストーンを得たことを機に、スーパーヒーローとして活躍する様子を描く。

## 各話あらすじ

### シーズン1
1. キッド・コズミックと指輪の力
キッドという想像力豊かな少年は5つのパワーストーンを見つける。ウェイトレスのジョーとその力について調べていた矢先、悪党がそれを狙っていた。
2. キッド・コズミックと巨大な少女
4歳児のローザがパワーストーンの一つを盗んだ結果、12mにまで巨大化する。
3. キッド・コズミックと予言ネコ
キッドは仲間たちとともに宇宙船を探しに行く。
4. キッド・コズミックと町のヒーローたち
パワーストーンを狙う異星人たちが地球に殺到する中、キッドはスーパーパワーの使い方を学ぶ。
5. キッド・コズミックと大勝利
邪悪な地球外生命体デス・ドッグが、キッドたちの住む町の食堂を襲撃する。
6. キッド・コズミックと大敗北
仲間のチャックの態度に嫌気がさしたキッドは単身グレート・リーダーとの決闘に臨む。
7. キッド・コズミックと地球からの侵略者
謎の集団がキッドの住む街を乗っ取る。
8. キッド・コズミックとタスクフォース
政府はエリートスーパーヒーロー集団に号令をかける。
9. キッド・コズミックと悪しき正義の味方
10. キッド・コズミック世界を救う!

### シーズン2
1. キッド・コズミックとその他の石
エローディアスの大ファンであるファントスは、パワーストーンを狙っていた。
2. キッド・コズミックとピラミッドパズル
キッドは空中に浮かぶピラミッドからパワーストーンを取ろうとする。
3. キッド・コズミックと強奪作戦
奪われた2つのパワーストーンを奪還すべく、ヒーローたちは犯罪組織の女ボスの誕生日パーティーへ潜入する。
4. キッド・コズミックと宇宙の王者
リーダーとしての自信をつけるべく、ジョーは銀河系で人気のバトル番組「ファイト・ホール」に出場する。
5. キッド・コズミックとか弱い助っ人
6. キッド・コズミックと大ピンチ
ジョーが戦略を変えたことにより、キッドの出番がなくなる。
7. キッド・コズミックとダメなヒーロー
尊敬するエローディアスを傷つけられたファントスは激怒し、キッドたちの町に殴り込みをかける
8. キッド・コズミック地球を救う!

### シーズン3
1. キッド・コズミックと最高の一日
キッドたちは、プラネット・プロテクション・グループとの共同ミッションに臨む。
2. キッド・コズミックとナゾの14個目の石
3. キッド・コズミックとドでかい陰謀
4. キッド・コズミックと小さなひらめき
5. キッド・コズミックと惑星キラー
6. キッド・コズミックと宇宙の仲間たち

## キャスト
- ジャック・フィッシャー - キッド
- アマンダ・ミラー - ジョー
- リリー・シルバー - ローザ
- トム・ケニー - チャック
- キース・ファーガソン - パパ G
- キム・ヤーブロー - フロー
- クリー・サマー - シャン女王
- クリスティーナ・ランツ - カルロス
- フレッド・タタショア - ツナサンド
- ジェイソン・ハイタワー - ジェイス
- サム・リーゲル - プリテンダー テロ スーパーボット
- エリック・バウザ - フライ
- ミカエラ・ディーツ - ブルーベヒモス
- フィル・ラマール - ゴールデンスウォーム
- リッチ・フルチャー - ソーサーマン
- エイプリル・ウィンチェル - クロシュ
- チェリ・オテリ, ローラ・ベイリー - お母さん
- トラビス・ウィリンガム - お父さん
- ジャック・マクブレイヤー - スキッピー
- キャシー・カヴァディーニ, タラ・ストロング, エリザベス・デイリー - エージェント ピンク、ブルー、ピンク
- ジル・タリー - プレックスマン夫人
- ジェニファー・ヘイル - アイリス
- グレイ・デリル - カーラ, ラモーナ
- カリ・ウォールグレン - インスペクター

- アイク・アマディ - 代理店の上司
- ピョートル・マイケル - ドクター・グーメンタリアン
- アンディ・ビーン - ヘルハウンド
- トクス・オラングンドエ - マダム・プレジデント
- ヴァネッサ・マーシャル - 追加ボイス

## スタッフ

### メインスタッフ
- 原作 - クレイグ・マクラッケン
- 総監督 - ロブ・レンゼッティ

- 共同監督 - リアン・サワツキー
- スーパーバイジングディレクター - クレイグ・マクラッケン, ロブ・レンゼッティ
- キャスティング - サム・リーゲル
- 音楽 - アンディ・ビーン
- プロデューサー - デイブ・トーマス
- エグゼクティブプロデューサー - クレイグ・マクラッケン, ロブ・レンゼッティ
- アニメーション制作 - Netflix Animation, CMCC
- 制作協力 - Mercury Filmworks
- 製作 - Netflix